# Xã Rome, Quận Crawford, Pennsylvania
Xã Rome (tiếng Anh: Rome Township) là một xã thuộc quận Crawford, tiểu bang Pennsylvania, Hoa Kỳ. Năm 2010, dân số của xã này là 1.840 người.